# 稻屯洼
稻屯洼是一个位于中国山东省东平县的淡水湖，面积约为4.36平方千米，属于黄河区。它的一级流域为黄河流域，二级流域为黄河干流水系。